# أوميش ماسكي
أوميش ماسكي هو ملاكم نيبالي، مثّل بلاده في الألعاب الأولمبية الصيفية 1984.

## روابط خارجية
أوميش ماسكي على موقع أوليمبيديا (الإنجليزية)